# 朝野温知
朝野 温知（あさの よしとも、1906年 - 1982年）は、朝鮮出身の日本の仏教者、部落解放運動家。戦前の水平社、戦後の部落解放同盟の運動に加わった唯一の朝鮮人である。出生名は李 壽龍(朝: 이수용)。

## 生涯
大韓帝国の京畿道坡州郡の両班の家系に生まれる。父の代で生家が没落したため、幼いころに京城に出て商店などで働いた。1924年に渡日。『京城日報』東京支局勤務を経て滋賀県に移住し、アナキズム運動や水平社運動に参加。1935年、治安維持法違反で摘発され、懲役2年6月の実刑判決を受け服役。獄中転向を経て真宗大谷派（東本願寺）の僧侶となる。
戦後、東本願寺社会部から派遣される形で滋賀県木之本町の被差別部落に転居。1948年、部落解放同盟滋賀県連合会書記長に就任。日本人女性と結婚したが、1950年に外国人登録令違反で検挙され、1951年に退去命令を受けて長崎県の大村収容所に収監される。しかし部落解放同盟や東本願寺や社会党などの抗議の結果、送還を免れる。
1960年、日本国籍を取得。木之本町議会議員を一期務めた他、部落解放同盟滋賀県連合会副委員長や同中央委員を歴任。